# Aleksandar Džikić
Aleksandar Džikić (Belgrado, República Federal Popular de Yugoslavia, 23 de marzo de 1971) es un exjugador, y entrenador de baloncesto serbio que actualmente dirige al Hapoel Jerusalem B.C. de la Ligat Winner. En su palmarés figuran una FIBA EuroChallenge, ganada en 2011 con el Novo Mesto, una Liga Adriática, ganada con el Buducnost en 2018 y cuatro Ligas y tres Copas eslovenas.

## Trayectoria
Es un entrenador nacido en Serbia que durante cinco años fue primer ayudante de Duško Vujošević en el Partizan. En 2005, se incorpora al cuerpo técnico de los Timberwolves, en la NBA. Dzikic fichó por el Atlas de Belgrado como entrenador principal, pero tras recibir una llamada de Dwane Casey, el nuevo entrenador de Minnesota, rescindió el contrato con el Atlas para marcharse tres años a Minnesota.
Más tarde volvería a Europa para entrenar al Olimpija Ljubljana y al KK Krka Novo Mesto, con los que conseguiría 4 ligas de Eslovenia. También entrenaría al Lietuvos rytas y a la Selección de baloncesto de Macedonia.
En 2016, vuelve al Partizan de Belgrado, esta vez como primer entrenador del equipo para sustituir en el cargo a Petar Božić.
En 2019, llega a España para ser entrenador del Club Baloncesto Estudiantes de la Liga Endesa. Tras los malos resultados cosechados en la temporada, con un saldo de 4-18, el 21 de enero de 2020 fue cesado.
El 22 de junio de 2021, regresa al banquillo del KK Budućnost Podgorica.
El 19 de junio de 2022, firma por el Hapoel Jerusalem B.C. de la Ligat Winner.

## Clubs como entrenador
- Beovuk Belgrado (asistente): (1994–1997)
- Beovuk Belgrado: (1997–1999)
- Partizan (asistente): (1999–2005)
- Minnesota Timberwolves (asistente): (2005–2007)
- Olimpija Ljubljana: (2008)
- KK Krka Novo Mesto: (2009–2011)
- Lietuvos rytas (2011–2012)
- KK Krka Novo Mesto: (2013–2015).
- Selección de baloncesto de Macedonia: (2014-2015)
- Partizan: (2016-2017)
- KK Budućnost Podgorica: (2017-2018)
- Club Baloncesto Estudiantes: (2019-2020)
- KK Budućnost Podgorica: (2021-2022)
- Hapoel Jerusalem B.C.: (2022-Actualidad)

## Palmarés como entrenador
- FIBA EuroChallenge (2011)
- Liga Adriática (2018)
- Liga de baloncesto de Eslovenia (2008, 2010, 2011, 2014)
- Copa de baloncesto de Eslovenia (2008, 2014, 2015)
- Copa de baloncesto de Montenegro (2018)
- Supercopa de baloncesto de Eslovenia (2008, 2010, 2014)
- Premio mejor entrenador de la Ligat ha'Al (2023)